# Elecciones generales de Jamaica de 1980
Elecciones generales tuvieron lugar en Jamaica el 30 de octubre de 1980. El resultado fue una victoria para el Partido Laborista de Jamaica, el cual ganó 51 de los 60 escaños. La participación electoral fue de 86,9%.

## Resultados
| Partido                      | Votos   | %    | Escaños | +/-   |
| ---------------------------- | ------- | ---- | ------- | ----- |
| Partido Laborista de Jamaica | 502 115 | 58,9 | 51      | +38   |
| Partido Nacional del Pueblo  | 350 064 | 41,1 | 9       | -38   |
| Independientes               | 527     | 0,1  | 0       | Nuevo |
| Votos en blanco/nulos        | 8 040   | –    | –       | –     |
| Total                        | 860 746 | 100  | 60      | 0     |
| Fuente: Nohlen               |         |      |         |       |